# Thomas Muir of Huntershill

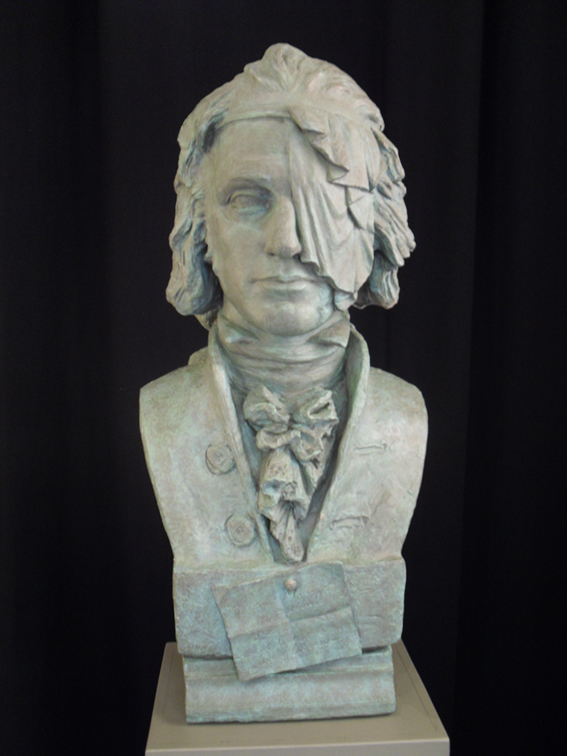
Büste von Thomas Muir, die seine Verwundung verhüllt

Thomas Muir (* 24. August 1765 in Glasgow, Schottland; † 26. Januar 1799 in Chantilly bei Paris), auch Thomas Muir the Younger of Huntershill oder auch Vater der Demokratie in Schottland genannt, war ein Rechtsanwalt und politischer Reformer. Er war einer von fünf sogenannten Schottischen Märtyrern, die sich für bürgerliche Rechte und gegen die Monarchie einsetzten. Dabei geriet er in Widerspruch zur Obrigkeit. Vor Gericht wurde er wegen Volksverhetzung zu einer 14 Jahre lang dauernden Deportation als Sträfling in Australien verurteilt. Von dort gelang ihm im Jahr 1796 eine lange und erlebnisreiche Flucht.

## Frühes Leben

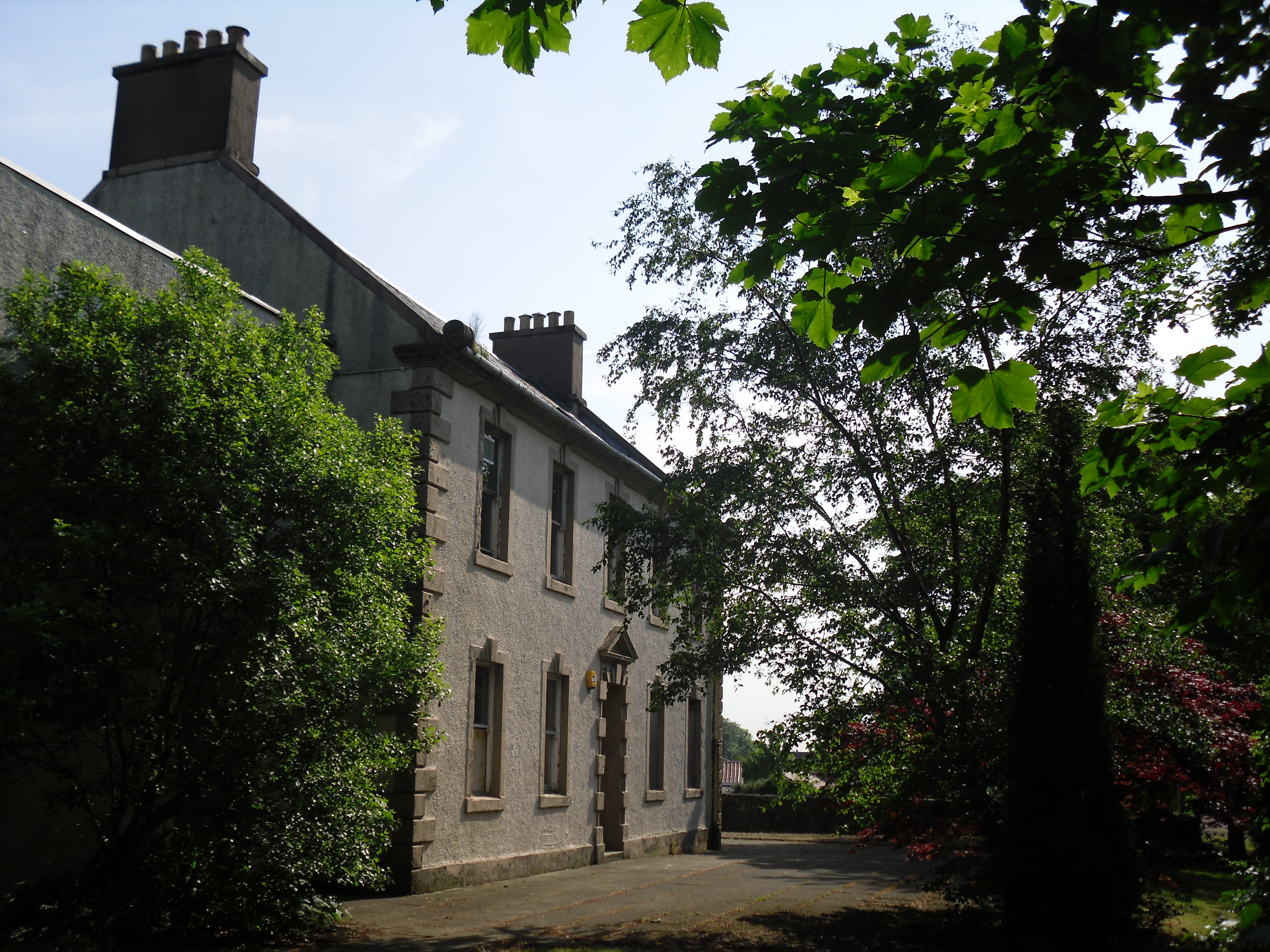
Das Haus in Huntershill, in dem die Familie in den 1780er Jahren lebte (Bild von 2009)

Thomas Muir war der Sohn von James Muir, der mit Margaret, geborene Smith, verheiratet war. Die Familie hatte ein weiteres Kind, eine Tochter, die Janet hieß. Thomas Muir ging in Glasgow zur Schule und wurde bereits im Alter von 12 Jahren an der Universität Glasgow als Student eingeschrieben. Er orientierte sich ursprünglich an kirchlichen Vorstellungen, später entwickelte er unter dem Einfluss von John Millar (1735–1801), einem Hochschullehrer für Recht, liberale Auffassungen. Im Jahr 1783 organisierte Thomas Muir eine Petition gegen die Entlassung von Professor John Anderson. Daraufhin wurde er von der Universität Glasgow verwiesen. Mit der Unterstützung von Millar konnte er an der Edinburgher Universität weiter studieren, schloss sein Studium im Jahr 1787 ab. Anschließend erhielt er eine Anstellung an der juristischen Fakultät.

## Politisches Leben
Im Verlauf der Französischen Revolution radikalisierte er sich und trat für eine Reform des Parlaments und der Verfassungen ein. Im Oktober 1792 wurde er zum Vizepräsidenten der neu gegründeten Glasgow Associated Friends of the Constitution and of the People gewählt. Als sich die Scottish Societies of the Friends of the People zu ihrer Generalversammlung in Edinburgh trafen, hielt er eine Rede für die United Irishmen von Dublin. Diese Rede und ein Flugblatt, das er gemeinsam mit Thomas Paine verfasst hatte, brachten ihn im Januar 1793 in Arrest. Nachdem er eine Bürgschaft hinterlegt hatte, reiste er zunächst nach Frankreich. Nach seiner Rückkehr in Edinburgh wurde er für rechtlos erklärt und über ihn ein Berufsverbot als Anwalt verfügt.
Muir besaß einen französischen Pass und wollte in den Vereinigten Staaten Schutz suchen. Bevor er ausreiste, wurde er in Belfast verhaftet und am 23. August 1793 zu 14 Jahren Deportation verurteilt. Die vier Reformer Thomas Muir, Thomas Fyshe Palmer, William Skirving und Maurice Margarot wurden gemeinsam auf der Surprize in die Sträflingskolonie Australien transportiert. Joseph Gerrald kam später dorthin. Diese fünf Reformer, die für bürgerliche Rechte eintraten, wurden später die Schottischen Märtyrer genannt.

### Sträflingskolonie Australien
Muir kam nach einer sechsmonatigen Schiffsreise im Oktober 1794 in Sydney an. Als politischer Sträfling musste er nicht die üblichen Sträflingsarbeiten verrichten. Man hielt politische Häftlinge für gebildet und er konnte über der Sydney Cove in einem Bauernhaus leben. Dort betrieb er eine kleine Landwirtschaft und bereitete Schriften vor, die seine Unschuld und die der mit ihm verurteilten Personen belegen sollten.

### Flucht
Als im Jahr 1796 das US-amerikanische Schiff Otter in Sydney mit dem Schiffskapitän Ebenezer Dorr auf seiner Reise an die Nordwestküste Amerikas anlegte, half Dorr ihm bei seinem Fluchtvorhaben. In der Nacht vom 17. Februar verließ Thomas Muir mit zwei Helfern auf einem kleinen Boot den Hafen von Sydney. Sie erreichten die Otter, die einige Meilen vor der Küste lag. Es gibt unbelegte Annahmen, dass der US-Präsident George Washington seine Flucht arrangiert habe. Die Otter überquerte den Pazifik und erreichte den Nootka Sound. Dort wechselte er auf das spanische Kanonenboot Sutil über, weil er vermutete, dass ein englisches Schiff zu seiner Gefangennahme in der Nähe auf ihn wartete. Im Juni 1796 erreichte er Monterey im damaligen spanischen Kalifornien, wo ihm der Gouverneur Gastrechte gewährte. Von dort aus schrieb er an Washington.
Ihm wurde erlaubt mit einem Schiff bis zu den San-Blas-Inseln zu reisen und von dort nach Mexiko-Stadt und Vera Cruz. Als er im November 1796 Havanna erreichte, brach der Krieg zwischen England und Spanien aus, und er kam für vier Monate in Haft. Erst danach erreichte er Philadelphia, das ursprüngliche Ziel seiner Flucht.
Als er auf der Fregatte Ninfa nach Spanien segelte, wurde sie von den Engländern angegriffen. Dabei wurde Muir im Gesicht verletzt und verlor sein linkes Auge. Die Engländer erkannten ihn nicht und er kam in ein Lazarett in Cádiz. Im Dezember 1797 erreichte er auf Vermittlung des französischen Außenministers Talleyrand Paris, wo er zunächst ein großes öffentliches Interesse genoss. Dort schrieb er zwei Bände über seine Erlebnisse in seinem Exil und auf seiner Flucht. Diese Niederschriften bot er Frankreich im Gegenzug für eine sichere Unterkunft und eine finanzielle Versorgung an, denn er wollte sich von seinen Strapazen erholen und seine Wunden heilen. Sein Antrag blieb unbeantwortet. Vernachlässigt von Freunden und entkräftet, fiel er in Armut und Vergessenheit. Er starb im Jahr 1799.

## Ehrungen
Das Political Martyrs’ Monument, ein 27 Meter hoher Obelisk aus Sandstein, der sich auf dem Old Calton Burial Ground am Calton Hill in Edinburgh befindet, trägt gemeinsam mit den vier weiteren sogenannten Schottischen Märtyrern seinen Namen. Dies ist auch auf einem Mahnmal aus Metall in Huntershill Village der Fall.
Über Thomas Muir gibt es eine Dauerausstellung in der Bibliothek von Bishopbriggs. In Greenock ist eine Straße nach ihm benannt und in Bishopbriggs gab es die Thomas Muir High School, die 1981 gegründet und 2003 wegen einer Fusion umbenannt wurde.  Seit 2016 gibt es in Bishopbriggs eine Schule, die Thomas Muir Primery genannt wurde.
Zu seinem 250sten Jahrestag im Jahr 2015 wurde sein Wirken und seine Leistungen sowohl in englischen als auch in schottischen Zeitungen ausführlich gewürdigt.   

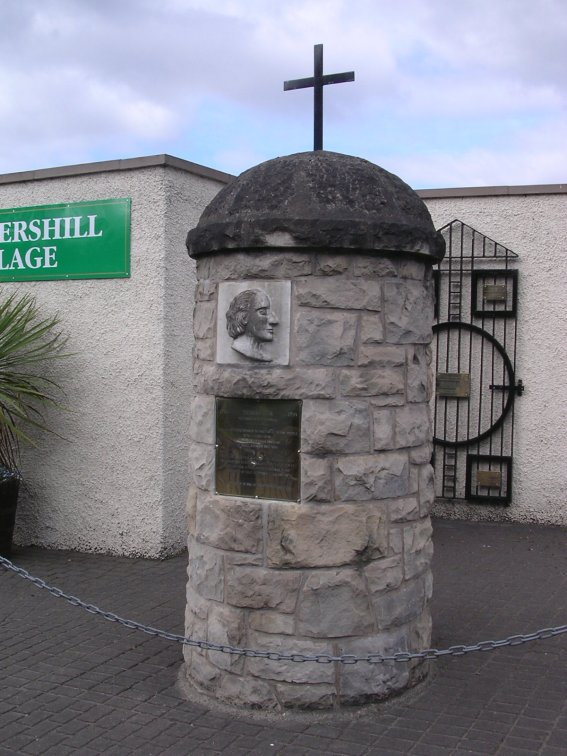
Der Thomas Muir Cairn in Huntershill Village
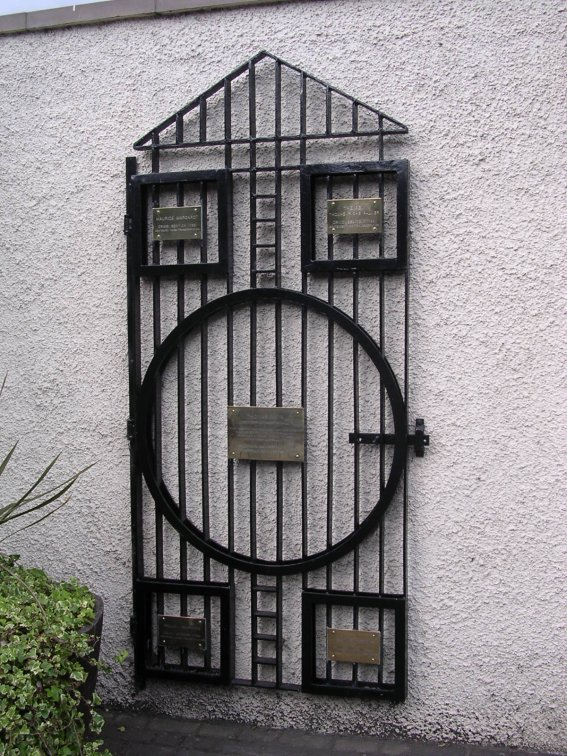
Tor mit Namen der Scottish Political Martyrs in Huntershill Village
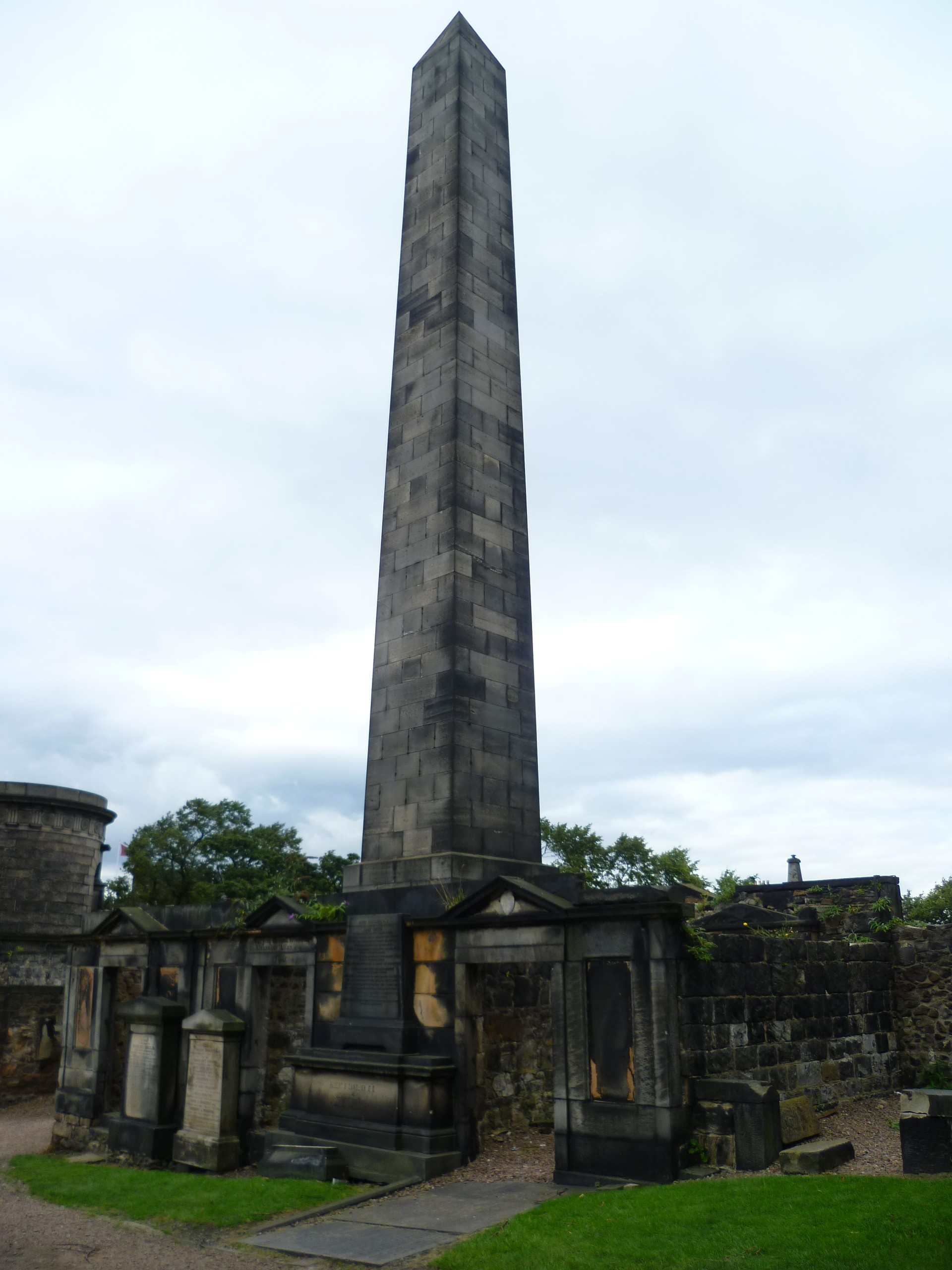
Political Martyrs’ Monument, Old Calton Burial Ground in Edinburgh